# Senecio arachnanthus
Senecio arachnanthus là một loài thực vật có hoa trong họ Cúc. Loài này được Franch. miêu tả khoa học đầu tiên năm 1894.